# Mera Rubell
Mera Rubell, född 1943 i Tasjkent i dåvarande Sovjetunionen, är en amerikansk lärare och konstsamlare.
Mera Rubell växte upp i en judisk invandrarfamilj i Brooklyn i New York, som kommit till USA från Polen. Hon föddes på flykt från Polen och tillbringade sin barndom i flyktingläger i Sovjetunionen och Tyskland och kom till USA som tolvåring. Fadern hade tillsammans med andra familjemedelemmar lämnat Polen omedelbart före andra världskrigets utbrott. Han var kroppsarbetare, och brukade porträttmåla utomhus i Central Park på Manhattan på söndagar. Hon studerade psykologi på Brooklyn College i New York och utbildade sig till lärare på Long Island University i New York. Hon arbetade senare som fastighetsmäklare.
Mera Rubell gifte sig 1964 i New York med läkaren Donald Rubell. Paret fick två barn: hotelldirektören Jason Ruball och konstnären Jennifer Rubell. Donald och Mera Rubell har samlat samtida konst sedan 1964, till en början på en låg budget. Under 1990-talet byggde de också, tillsammans med sonen Jason Rubell upp hotellrörelsen Rubell Hotels med hotell i Miami och Washington D.C.. De flyttade 1993 från New York till Miami, där de köpte en tidigare av Drug Enforcement Administration ägd lagerbyggnad, vilken byggdes om till konstmuseet Rubell Family Collection för att enbart ställa ut tematiska utställningar baserade på familjens konstsamling.